# You'd Be So Nice to Come Home To
You'd Be So Nice to Come Home To is een jazzstandard, geschreven door Cole Porter voor de film Something to Shout About uit 1943. 
Het lied werd in de film vertolkt door Janet Blair en Don Ameche. Frank Sinatra maakte er in de beginperiode een opname van en het werd 16 keer gespeeld in de populaire radioshow Your Hit Parade. Het was echter Dinah Shore die het met het orkest van Paul Weston in de hitparade zong, waar het 18 weken bleef, met als hoogste notering een derde plaats. Ook Ella Fitzgerald maakte er een bijzonder opname van. Diane Keaton zong het lied in Woody Allens film Radio Days.
Bekende muzikanten die het lied vertolkten zijn onder meer de pianisten Bud Powell en Red Garland, de altsaxofonisten Charlie Parker en Art Pepper, en Sonny Stitt, Ben Webster en Coleman Hawkins op tenorsaxofoon.